# INSEEコード
INSEEコード （インセ コード、仏：Code Insee）は、フランス国立統計経済研究所（INSEE）が管理する符号の総称。個人を識別する個人台帳登録番号（NIR）や行政主体を区別する公式地理コード（COG）などがある。

## 個人台帳登録番号（NIR）

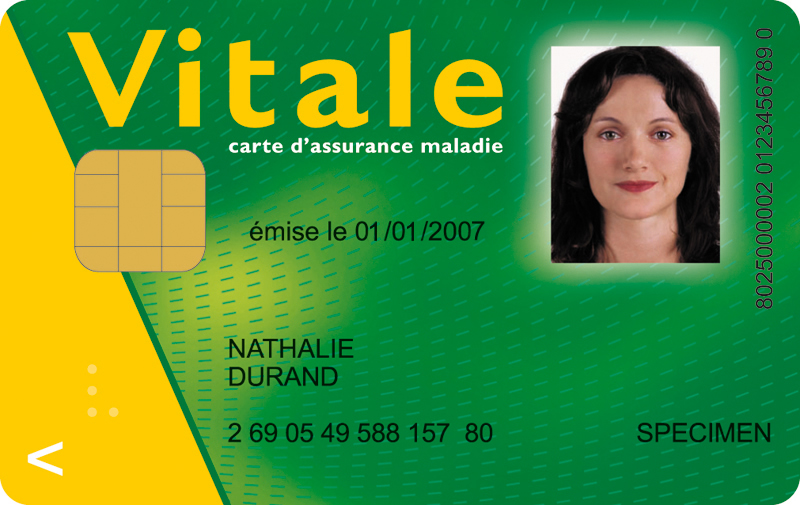
医療受給のためのヴィタルカード。NIRが記載されている。

フランス人は、出生時にフランス国立統計経済研究所（INSEE）が管理する全国個人識別台帳（レペルトワール・ナシオナル・ディダンティフィカシオン・デ・ペルソンヌ・フィジーク、Répertoire National d'Identification des Personnes Physiques、略称RNIPP）に登録され、個人ひとりひとりに識別番号が付与される。この番号が、個人台帳登録番号（ニュメロ・ダンスクリプシオン・オ・レペルトワール・デ・ペルソンヌ・フィジーク、Numéro d'Inscription au Répertoire des Personnes Physiques、略称NIRPP。さらに簡略化してNIRとも称する。）である。NIRは社会保障番号（ニュメロ・ド・セキュリテ・ソシアル、Numéro de Sécurité Sociale）とも呼ばれている。
NIRは、性別、誕生年月、出生地などに基づいて決定される13桁の数字と末尾のチェックディジット 2桁の合計15桁で構成されている。多くの行政手続きで使用されている。
| s             | y      | y      | m      | m      | l        | l        | o          | o          | o          | k        | k        | k        | c                | c                |                  |
| ------------- | ------ | ------ | ------ | ------ | -------- | -------- | ---------- | ---------- | ---------- | -------- | -------- | -------- | ---------------- | ---------------- | ---------------- |
| 男性:1 女性:2 | 出生年 | 出生年 | 出生月 | 出生月 | 行政区画 | 行政区画 | コミューン | コミューン | コミューン | 出生番号 | 出生番号 | 出生番号 | チェックデジット | チェックデジット | チェックデジット |

## 公式地理コード（COG）
フランス国立統計経済研究所（INSEE）は、公式地理コード（コード・オフィシエル・ジオグラフィーク、Code Officiel Géographique、略称COG）と呼ばれる行政主体を区別するためのコードを管理している。公式地理コードは、フランスの地域圏、県、郡、小郡、コミューンなどの個々の行政主体に対して付与されている。コミューンの場合、全国36,778団体に5桁のコードが個別に割り振られている。